# Філатове
Філа́тове — село у Богодухівській міській громаді Богодухівського району Харківської області України.
- Поштове відділення: Забродівське

## Географія
Село Філатове знаходиться на лівому березі річки Мерла. Нижче за течією розташоване село Заброди, вище за течією — село Мерло, на протилежному березі розташовані села Пісочин і Шигимажине.

## Історія
Седо засноване в 1663 році.
Село постраждало внаслідок геноциду українського народу, проведеного урядом СССР в 1932—1933 роках, кількість встановлених жертв у Забродівській сільській раді — Заброди, Лозова, Новоселівка, Філатове — 459 людей.
12 червня 2020 року, відповідно до розпорядження Кабінету Міністрів України № 725-р «Про визначення адміністративних центрів та затвердження територій територіальних громад Харківської області», село увійшло до Богодухівської міської громади.
19 липня 2020 року, в результаті адміністративно-територіальної реформи та ліквідації Богодухівського району (1923—2020), село увійшло до складу новоутвореного Богодухівського району Харківської області.
22 червня 2023 року рішенням №230 Національної комісії зі стандартів державної мови віднесено до списку населених пунктів, які «можуть не відповідати лексичним нормам української мови», зокрема стосуватися «російської імперської чи колоніальної політики». Громаді рекомендовано обґрунтувати доцільність збереження поточної назви або запропонувати нову назву в установленому законодавством порядку.